# William Petty (econoom)

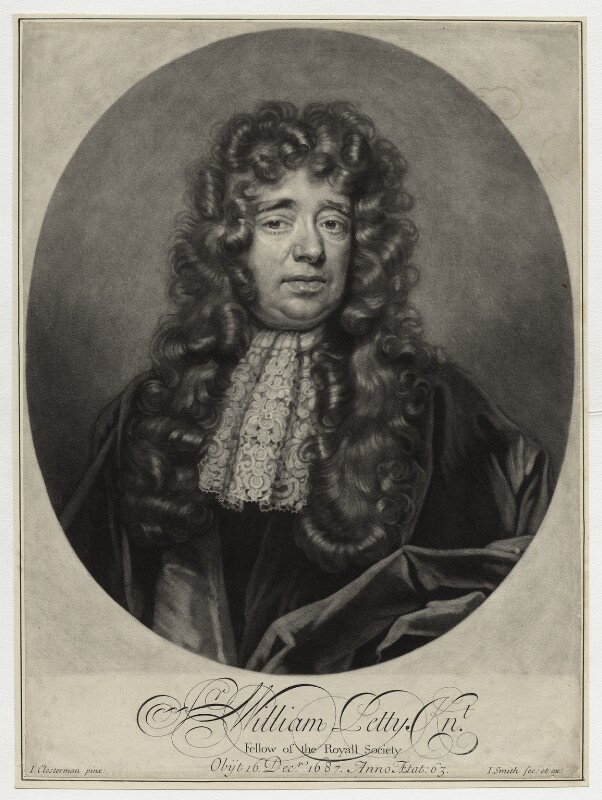
Sir William Petty

William Petty FRS (27 mei 1623 – 16 december 1687) was een Engels econoom, arts en filosoof. 

## Leven

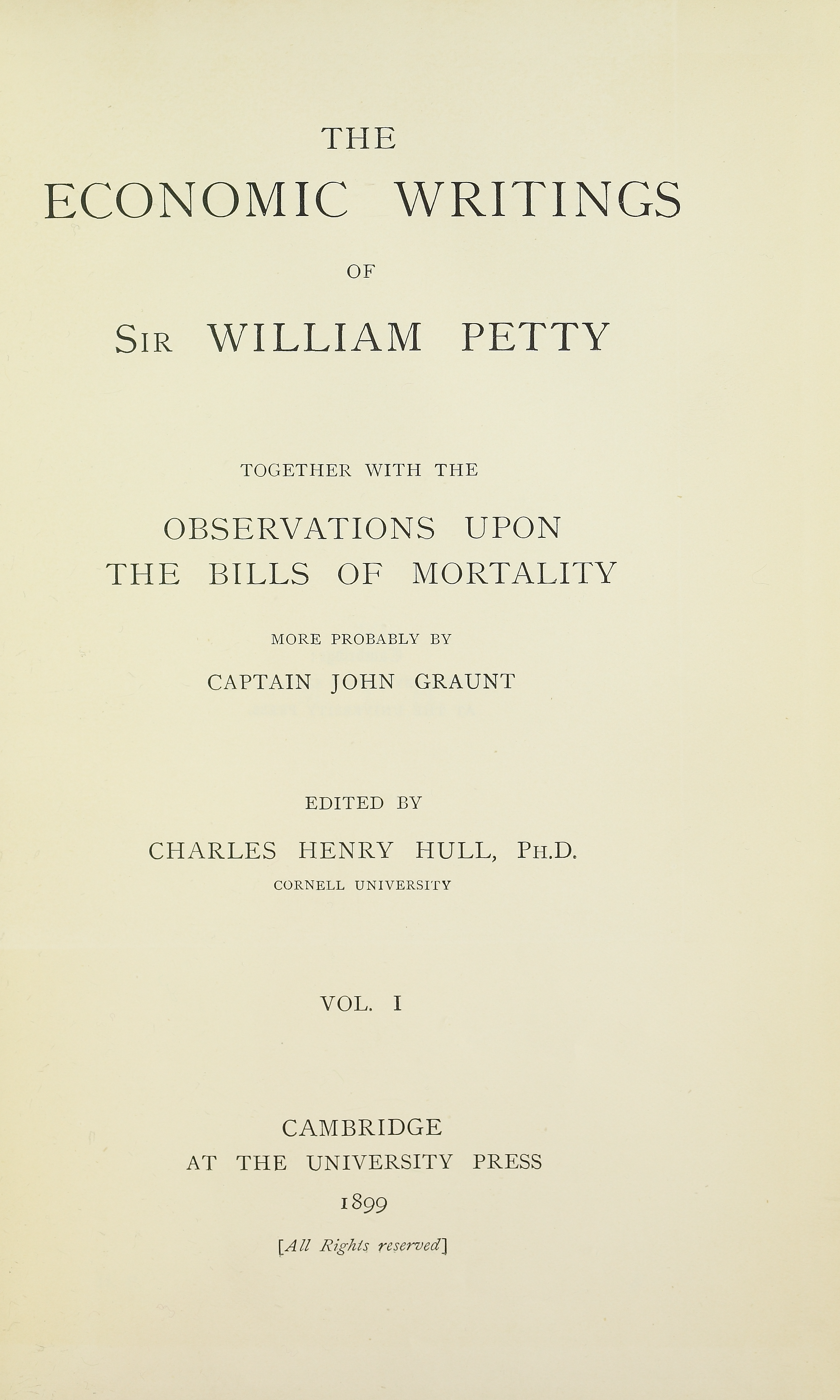
Economic writings, 1899

Petty werd geboren in Romsey bij Southampton. Zijn vader en grootvader waren lakenverkopers. Hij was een vroegrijp en intelligent kereltje. In 1637 werd hij scheepsjongen, maar na een beenbreuk aan boord werd hij in Normandië aan wal gezet. Na deze tegenslag verzocht hij in het Latijn om te mogen studeren bij de Jezuïeten in Caen. Hij voorzag in zijn onderhoud door les te geven in het Engels. Na een jaar - hij had inmiddels een grondige kennis van Latijn, Grieks, Frans, wiskunde en sterrenkunde opgedaan - keerde hij terug naar Engeland.
Na een vrij saaie periode bij de marine, verliet hij Engeland in 1643 om in Nederland te studeren. Daar ontwikkelde hij een interesse in de anatomie. Via een Engelse hoogleraar in Amsterdam werd hij de persoonlijke secretaris van Hobbes. Hierdoor kwam hij in contact kwam met Descartes, Gassendi en Mersenne. Nadat het schrijfinstrument voor kopiëren dat hij bedacht weinig succes had keerde hij in 1646 terug naar Engeland. Daar studeerde hij geneeskunde aan de Universiteit van Oxford. Hij raakte er bevriend met Hartlib en Boyle en werd lid van de Oxford Philosophical Club.
In 1650 verkreeg hij dankzij zijn vriend John Graunt een positie als muziekleraar aan Gresham College. Hij trad voor het eerst op de voorgrond toen hij tijdens het bewind van Oliver Cromwell en de Engelse Gemenebest in Ierland diende. In 1654 ontwikkelde hij er efficiënte methoden om Iers land in kaart te brengen, dat in beslag moest worden genomen om Cromwells soldaten te betalen. Hij slaagde er ook in om onder koning Karel II en koning Jacobus II een prominente positie in te blijven nemen, net als vele anderen die onder Cromwell hadden gediend.
Petty was in 1660 een van de oprichters van de Royal Society. Hij was een tijdgenoot en vriend van Samuel Pepys. 

## Werk
Petty is het bekendst voor zijn werk op het gebied van de economische geschiedenis en statistiek. Van bijzonder belang waren Petty's uitstapjes naar de statistische analyse. Samen met het werk van John Graunt legde Petty's werk in de politieke rekenkunde de basis voor de moderne censustechnieken. Bovendien geldt dit werk in de statistische analyse, zeker toen het verder werd uitgewerkt door schrijvers zoals Josiah Child, als een van de eerste delen van het moderne verzekeringswezen. Vernon Louis Parrington merkt hem aan als een vroege vertegenwoordiger van de arbeidswaardeleer zoals besproken in Treatise of taxes and contributions in 1662.
In zijn postume Political Arithmetic (1691) onderzocht hij de Engelse economie in kwantitatieve termen en ontkrachtte hij het heersende pessimisme daarover. Zijn uitspraak dat het zeer goed haalbaar was voor de Engelsen om de hele wereldhandel in handen te krijgen, sloeg echter door naar de andere kant en wordt beschouwd als een vroeg voorbeeld dat men met statistiek alles kan bewijzen.

## Eerbetoon
In 1858 richtte een van Petty's nakomelingen, Henry Petty-Fitzmaurice, 3e markies van Lansdowne, een gedenkteken met portret voor hem op in de abdij van Romsey. Op dit gedenkteken staat de volgende tekst: "een ware patriot en een goede filosoof die, door zijn krachtige intellect, zijn wetenschappelijke werken en onvermoeibare ijver, een weldoener werd voor zijn familie en een sieraad voor zijn land". Op zijn grafzerk op de vloer van de zuidelijke kooromgang staat HERE LAYES SIR WILLIAM PETY ("Hier ligt Sir William Petty").

## Voetnoten
1. ↑  Parrington, Vernon Louis; Levy, David W. The Colonial Mind, 1620–1800 over Petty als inspiratie voor Benjamin Franklin.
2. ↑  Ritchie Robertson, The Enlightenment. The Pursuit of Happiness 1680-1790, 2020, p. 336

- Bibsys: 90328644
- Biblioteca Nacional de España: XX1069685
- Bibliothèque nationale de France: cb15330273r (data)
- Catàleg d'autoritats de noms i títols de Catalunya: 981058523867206706
- CiNii: DA0100012X
- Gemeinsame Normdatei: 118740571
- International Standard Name Identifier: 0000 0000 8344 7932
- Library of Congress Control Number: n50010458
- Bibliotheek van het Japanse parlement: 00452660
- Nationale Bibliotheek van Tsjechië: nlk20010091316
- Nationale bibliotheek van Australië: 35860668
- Nationale Bibliotheek van Israël: 987007303782705171
- Nationale Bibliotheek van Polen: a0000001730434
- Nationale en Universitaire bibliotheek Zagreb: 000604137
- Nederlandse Thesaurus van Auteursnamen: 070042373
- Réseau des bibliothèques de Suisse occidentale: 02-A013695298
- Istituto Centrale per il Catalogo Unico: CFIV051944
- LIBRIS: 311551
- SNAC: w6c82fnn
- Système universitaire de documentation: 031621597
- Trove: 1120149
- Virtual International Authority File: 76377872
- WorldCat: E39PBJbWy6f8WPv6G6Qcbp9VYP